# 定址空間
定址空間（英語：Address space），又稱為位址空間、地址空間，是指某個範圍內的離散位址，這些位址可能分別對應到某個網路節點、周邊裝置、磁區或是某個實體或是邏輯裝置等等。

## 作業系統
在作業系統中，定址空間指的是某個特定进程，在記憶體中所能夠使用與控制的位址區段。現代作業系統如 Linux，基本上採用了分頁和記憶體區段機制，分頁用於虛擬記憶體到實體記憶體的映射，分段機制可用執行檔載入重定位與記憶體區段權限管理。